# Берло, Анна Львовна
Анна Львовна Бе́рло (укр. Ганна Львівна Берло; 1859 — 1942) — русский, советский и украинский историк, филолог, педагог.

## Биография
Происходила из украинского казачьего старшинского рода Берлы. Родилась в местечке Вороньков Переяславского уезда Полтавской губернии (ныне село Бориспольского района Киевской области). Член Украинского научного общества в Киеве. В 1920-х годах работала в ВУАН. Была научным сотрудником Комиссии по составлению биографического словаря деятелей Украины, членом Постоянной комиссии по составлению словаря живого украинского языка, нештатным постоянным сотрудником Комиссии истории Левобережной и Слободской Украины. В начале 1900-х годов Печаталась в «ЛНВ» под криптонимом «А. Л.» и псевдонимом «Г. Альбова», в журналах «Україна» и «За сто літ» (1927—1930). Автор работы «Арсений Берло, епископ Переяславский и Бориспольский. 1744 г.: Биографический очерк» (К., 1904) и ряда статей-воспоминаний о выдающихся украинских деятелях.
Умерла в Киеве.